# Daichi Kamada
Daichi Kamada (鎌田 大地, Kamada Daichi, Ehime, 5 augustus 1996) is een Japans voetballer die doorgaans als offensieve middenvelder speelt. Hij verruilde SS Lazio in juli 2024 voor Crystal Palace. Kamada debuteerde in 2019 in het Japans voetbalelftal.

## Clubcarrière

### Sagan Tosu
Kamada speelde voetbal op de Higashiyama Junior High School. Hij tekende in februari 2015 bij Sagan Tosu. In hetzelfde jaar speelde hij twee wedstrijden voor de J.League U-22 Selection. Kamada debuteerde op 10 mei 2015 in de J1 League, tegen Matsumoto Yamaga. Hij maakte die dag in de blessuretijd de gelijkmaker voor zijn team. Kamada groeide in 2016 uit tot vaste basisspeler bij Sagan Tosu. Hiermee speelde hij 2,5 jaar veilig in de middenmoot.

### STVV
Kamada tekende in juli 2017 voor vier jaar bij Eintracht Frankfurt. Hier kon hij niet meteen mee. Daarom verhuurde de Duitse club hem in augustus 2018 voor een jaar aan Sint-Truidense VV. De Belgische competitie lag hem wel. Hij veroverde binnen een maand een basisplaats en stond die de rest van het seizoen niet meer af. STVV en hij werden dat jaar zevende in de reguliere competitie en grepen in de play-offs net naast een plaats in de voorronde van de Europa League. Hij speelde in Belgische dienst 34 speelronden en scoorde daarin 15 keer.

### Eintracht Frankfurt
Met een volledig seizoen in België in de benen keerde Kamada in juli 2019 terug bij Eintracht Frankfurt. Hier bemachtigde hij nu ook een basisplaats. Daarnaast speelde hij dat jaar ook zijn eerste wedstrijden in de Europa League. Zijn teamgenoten en hij bereikten daarin de achtste finale. Kamada eindigde in 2020/21 samen met ploeggenoten als Kevin Trapp, Djibril Sow, Filip Kostić, Makoto Hasebe en André Silva met Eintracht op de vijfde plaats in de Bundesliga. Voor de club was dat het beste resultaat in 27 jaar. 
Het betekende ook opnieuw plaatsing voor de Europa League. Kamada schreef dat toernooi in 2021/22 met Eintracht Frankfurt op zijn naam. Hij speelde zelf alle dertien speelronden en stond in twaalf daarvan aan de aftrap. Hij scoorde drie keer in de groepsfase, een keer in de achtste finale tegen (Real Betis) en een keer in de halve finale tegen (West Ham United). De finale tegen Glasgow Rangers draaide uit op een beslissende strafschoppenserie, waarin hij de derde penalty voor Eintracht benutte. Na de winst van de Europa League maakte Kamada in 2022/23 zijn debuut in de Champions League. Hierin bereikten Eintracht en hij de achtste finale.

### Lazio Roma
Kamada tekende in augustus 2023 voor vier jaar bij SS Lazio, de nummer twee van Italië in het voorgaande seizoen. Dat lijfde hem transfervrij in. Hij speelde 38 wedstrijden in zijn eerste en enige seizoen in Italië, maar kwam maar tot twee goals en twee assists.

### Crystal Palace
In juli 2024 tekende Kamada voor twee seizoenen bij Crystal Palace FC, dat hem transfervrij overnam van Lazio. 

## Clubstatistieken
| Seizoen | Club                | Competitie      | Competitie | Competitie | Competitie | Beker | Beker | Beker | Internationaal | Internationaal | Internationaal | Totaal | Totaal | Totaal |
| Seizoen | Club                | Competitie      | Wed.       | Dlp.       | Ass.       | Wed.  | Dlp.  | Ass.  | Wed.           | Dlp.           | Ass.           | Wed.   | Dlp.   | Ass.   |
| ------- | ------------------- | --------------- | ---------- | ---------- | ---------- | ----- | ----- | ----- | -------------- | -------------- | -------------- | ------ | ------ | ------ |
| 2015    | Sagan Tosu          | J1 League       | 21         | 3          | 3          | 7     | 0     | 0     | —              | —              | —              | 28     | 3      | 3      |
| 2016    | Sagan Tosu          | J1 League       | 28         | 7          | 4          | 6     | 1     | 2     | —              | —              | —              | 34     | 8      | 6      |
| 2017    | Sagan Tosu          | J1 League       | 16         | 3          | 2          | 2     | 2     | 0     | —              | —              | —              | 18     | 5      | 2      |
| 2017/18 | Eintracht Frankfurt | Bundesliga      | 3          | 0          | 0          | 1     | 0     | 0     | —              | —              | —              | 4      | 0      | 0      |
| 2018/19 | → STVV              | Eerste klasse A | 34         | 15         | 7          | 2     | 1     | 2     | —              | —              | —              | 36     | 16     | 9      |
| 2019/20 | Eintracht Frankfurt | Bundesliga      | 28         | 2          | 6          | 4     | 2     | 0     | 16             | 6              | 3              | 48     | 10     | 9      |
| 2020/21 | Eintracht Frankfurt | Bundesliga      | 32         | 5          | 13         | 2     | 0     | 0     | —              | —              | —              | 34     | 5      | 13     |
| 2021/22 | Eintracht Frankfurt | Bundesliga      | 32         | 4          | 3          | 1     | 0     | 0     | 13             | 5              | 1              | 46     | 9      | 4      |
| 2022/23 | Eintracht Frankfurt | Bundesliga      | 32         | 9          | 7          | 7     | 4     | 0     | 8              | 3              | 0              | 47     | 16     | 7      |
| 2023/24 | SS Lazio            | Serie A         | 29         | 2          | 2          | 2     | 0     | 0     | 7              | 0              | 0              | 38     | 2      | 2      |
| 2024/25 | Crystal Palace      | Premier League  | 0          | 0          | 0          | 0     | 0     | 0     | —              | —              | —              | 0      | 0      | 0      |
| TOTAAL  | TOTAAL              | TOTAAL          | 255        | 50         | 47         | 34    | 10    | 4     | 44             | 14             | 4              | 333    | 74     | 55     |

## Interlandcarrière
Kamada debuteerde op 22 maart 2019 in het Japans voetbalelftal. Bondscoach Hajime Moriyasu liet hem toen in de 79e minuut invallen voor Takumi Minamino tijdens een met 0–1 verloren oefeninterland tegen Colombia. Hij maakte op 10 oktober 2019 zijn eerste doelpunt voor het nationale elftal, de 6–0 in een met diezelfde cijfers gewonnen WK-kwalificatiewedstrijd tegen Mongolië. Moriyasu nam Kamada ruim drie jaar na zijn debuut mee naar het WK 2022. Dat was zijn eerste grote toernooi. Hij stond in alle vier de wedstrijden van de Japanners in de basis.

### Statistieken
| Japans voetbalelftal | Japans voetbalelftal | Japans voetbalelftal | Japans voetbalelftal |
| Jaar                 | Wed.                 | Dlp.                 | Ass.                 |
| -------------------- | -------------------- | -------------------- | -------------------- |
| 2019                 | 4                    | 1                    | 0                    |
| 2020                 | 4                    | 0                    | 0                    |
| 2021                 | 8                    | 3                    | 2                    |
| 2022                 | 10                   | 2                    | 1                    |
| 2023                 | 3                    | 0                    | 2                    |
| Totaal               | 29                   | 6                    | 5                    |

## Erelijst
| DFB-Pokal          | 1x | 2017/18 |
| UEFA Europa League | 1x | 2021/22 |